# Lady Jaye
Lady Jaye es un personaje ficticio de la línea de juguetes, cómics y series animadas de G.I. Joe: A Real American Hero. Originalmente fue creada como un personaje para la serie animada G.I. Joe producida por Marvel Productions y Sunbow Productions en 1984, luego fue producida como una figura de acción y finalmente fue introducida en el cómic en 1985. Lady Jaye es la especialista en operaciones encubiertas del Equipo G.I. Joe. Es interpretada por Adrianne Palicki en la película del 2013 G.I. Joe: Retaliation.

## Perfil
Su nombre real es Alison R. Hart-Burnett, y su rango es el de Sargento Primero E-6.
Lady Jaye nació en Martha's Vineyard, Massachusetts. Se graduó de Bryn Mawr y también realizó estudios de posgrado en Trinity College en Dublín antes de graduarse de la escuela de inteligencia en Fort Holabird.
Está calificada como aerotransportada y guardabosques, y es experta con la pistola automática M-16, M-1911A1 y la ballesta réflex. También es una actriz consumada y habla varios idiomas con fluidez. Tiene una habilidad especial para la suplantación, hasta en la voz y los gestos del sujeto.
En la serie animada Sunbow y en la serie Marvel Comics, ella tiene un romance con Flint, el robusto suboficial. Ambos aparecieron por primera vez en la miniserie Revenge of Cobra.
En la serie UK Action Force, Lady Jaye es de Cork en Irlanda.

## Juguetes
Lady Jaye fue lanzada por primera vez como una figura de acción en 1985. Ella es la única figura que tiene un parche en el hombro en su uniforme. El parche en la manga izquierda de su uniforme es el parche del Comando de Reserva del Ejército 91 de la Reserva del Ejército de EE. UU. (que hoy es la 91.ª División de Entrenamiento)

## Cómics

### Marvel
La primera aparición de Lady Jaye en los cómics fue en la serie de Marvel Comics G.I. Joe: A Real American Hero # 32 (febrero de 1985), donde su nombre en clave se deletreaba "Lady J". Ella llega con Ripcord; los dos están destinados a reemplazar a Grunt y Scarlett.
Ella sube a un vuelo de entrenamiento con Ace como su copiloto. El dúo entra en conflicto con el piloto de Cobra Wild Weasel y su copiloto, la Baronesa. Después de vaciar sus armas el uno al otro, los pilotos se saludan y se van volando. Ninguno de los copilotos entiende por qué.
Lady Jaye lidera una misión de entrenamiento en el número 44. Ella está trabajando con los novatos Crankcase, Heavy Metal, Bazooka y Airtight. Los cinco son capturados por las fuerzas Cobra como probadores prescindibles de nuevos sistemas de armas. A pesar de que los Joes no tienen municiones ni con ellos ni en sus vehículos, destruyen a la oposición y escapan.
Uno de los momentos más destacados en la relación de Lady Jaye y Flint ocurre cuando confronta a Scarlett y Snake Eyes por las artimañas que habían usado para rescatar a otros Joes. Enojada por su insensibilidad, Lady Jaye golpea a Flint, lo que pronto conduce a emociones calmadas en lugar de ira.
Más tarde, durante una guerra liderada por Cobra en un país de Europa del Este, el equipo de Lady Jaye y Flint tendría un problema. En la batalla con dos soldados Cobra, Flint se ve obligado a matar a su oponente, pero Lady Jaye logra someter al suyo. Frente a la "carga" de un prisionero vivo y saludable, Flint la insta a matarlo y ella se resiste. Flint incluso se ofrece a hacerlo él mismo. El soldado se ve más tarde, todavía prisionero.

### Action Force
Lady Jaye es un personaje destacado en la continuidad de 'Action Force' ligeramente alterada, comenzando con el número uno. Esta versión de Lady Jaye tiene el mismo nombre de archivo y es originaria de Cork, Irlanda, según la tarjeta de archivo de Lady Jaye de Action Force de 1987.

### Devil's Due
Después de que G.I. Joe se disolvió, Lady Jaye se casó con Flint. Cuando se volvió a formar G.I. Joe, muchos Joes comentaron que su matrimonio con Flint parecía tener un efecto positivo en él, dado que parecía mucho más apacible en sus últimos años que durante los primeros días de la unidad. Ella fue asesinada por Dela Eden, miembro de Red Shadows, mientras intentaba salvar a Flint en el número 42 (2005). Flint estaba devastado por su muerte, pero no se atrevía a matar al asesino de su esposa. Su muerte marcó un punto de inflexión crítico en la vida de Flint.
En el cómic G.I. Joe America's Elite, se puede leer la fecha de nacimiento del 10 de junio de 1966 de Lady Jaye cuando Flint visita su tumba. Lady Jaye también apareció en la serie Devil's Due G.I. Joe vs. los Transformers y en la serie Dreamwave Transformers vs. G.I. Joe.

### IDW
Cuando Idea y Design Works adquirió la licencia G.I. Joe de Hasbro en 2009, comenzaron a publicar una nueva serie mensual que ignoraba por completo cualquier continuidad anterior, y Hasbro luego declaró oficialmente que toda la ejecución de Devil's Due no era canónica. La primera aparición de Lady Jaye en esta nueva continuidad fue en Cobra #6 de octubre de 2011.
Lady Jaye también es una vez más un personaje principal en la continuación de IDW de la serie original A Real American Hero, donde la relación entre ella y Flint continúa como en el cómic original de Marvel. En el número 174, ella y Flint lideran un equipo en una operación para secuestrar a Darklon. Cuando el escuadrón se va, su helicóptero se incendia, y tanto ella como Darklon resultan gravemente heridos. Flint inicialmente ordena tratamiento médico para Lady Jaye, haciendo caso omiso de sus órdenes de devolverle la vida a Darklon a toda costa, pero Jaye lo convence de que la inteligencia del mercenario es más importante que su vida. Roadblock y los otros miembros del equipo acuerdan mantener en secreto la vacilación de Flint, y Jaye es llevada a cirugía a su regreso a Pozo. Aunque desconoce lo que estuvo a punto de hacer Flint, Hawk le dice a Flint que ha decidido que los dos no serán asignados al mismo equipo nuevamente, para evitar posibles complicaciones de su apego romántico.

## Serie animada

### Sunbow
En la serie animada Sunbow G.I. Joe, Lady Jaye tiene la voz de Mary McDonald-Lewis. Hace su primera aparición en la segunda miniserie de G.I. Joe, "The Revenge of Cobra". Ella es el segundo personaje más destacado de la serie después del Comandante Cobra. Lady Jaye era una persona más tranquila y sensata en comparación con su encarnación del cómic, pero ocasionalmente mostraba un temperamento fuerte. Su romance con Flint fue una pieza común de la historia a lo largo del programa. Las armas distintivas de Lady Jaye eran una variedad de jabalinas arrojadizas especializadas que presentaban propiedades únicas, similares a las diversas flechas de ballesta que su compañera de armas, Scarlett, usa como su arma preferida.
Los papeles principales de Lady Jaye en la serie incluyen investigar ataques de pandillas relacionados con una elección de alcalde con Scarlett; ser secuestrada junto con Flint, Baronesa y el Comandante Cobra por un empresario mentalmente enfermo; evitar que Cobra sea propietaria de un perfume de amor especial y la flota de transporte más grande del mundo; y disfrazándose de la Baronesa para aprender sobre el arma "Vortex Cone" de Cobra, que ella y Flint luego lideran una misión para destruir.
Lady Jaye también tiene un papel destacado en el episodio de la primera temporada "An Eye for an Eye", en el que ayuda a un civil a ajustar cuentas con Cobra después de que su hogar y su familia quedaran atrapados en el fuego cruzado de una batalla. Terminan atrapados en una isla cuando Cobra prueba su nueva arma, el Destructor de Poder, en su Skystriker. Lady Jaye es capturada e interrogada, pero es rescatada por el civil, quien luego destruye el Destructor de Poder a través de su aliento.
En "Skeletons in the Closet", se revela que ella está relacionada con el enemigo de los Joe, Destro, pero nunca se especificó el grado de relación.
Lady Jaye apareció en uno de los anuncios de servicio público de la serie, en el que le enseña a un niño a detenerse y pensar antes de actuar.

#### G.I. Joe: The Movie
Como la mayoría de los personajes de la serie original, Lady Jaye hace una aparición menor en G.I. Joe: The Movie. Ella es parte de una unidad de Joes liderada por Roadblock que persigue a las fuerzas Cobra que huyen después del primer intento de Cobra de robar el Broadcast Energy Transmitter (B.E.T.) y convertirse en cautivos de Cobra-La.

### DiC
Lady Jaye hace su primera aparición como miembro de los Merodeadores del Sgt. Slaughter, vistiendo una versión azul de su uniforme original en la miniserie de cinco partes, Operación Dragonfire. Ella todavía usa sus jabalinas como su arma principal. A medida que avanzaba la temporada regular, la personalidad de Lady Jaye comenzó a cambiar con respecto a su versión original. Se usaría en episodios emparejados con el Capitán Grid-Iron en lugar de Flint, ya que Flint no formaba parte del elenco de esta temporada. Cuando Flint volvió al elenco, Lady Jaye había sido eliminada.

### Resolute
Lady Jaye aparece en la película animada de 2009, G.I. Joe: Resolute, aunque no tiene diálogos y solo se la ve en el portaaviones USS Flagg.

### Renegades
Lady Jaye aparece en G.I. Joe: Renegades, interpretada como latinoamericana y con la voz de Nika Futterman. En la serie, reúne al equipo Joe para la misión de Scarlett a Farmacéuticas Cobra. Cuando los Joe se convierten en forajidos, se le asigna ayudar a Flint a capturarlos. Dándole a Duke un favor por salvarle la vida, además de creer que son inocentes, Lady Jaye ayuda en silencio siempre que es posible. Sus acciones siempre están cuidadosamente ocultas para evitar que Flint descubra la verdad. En una entrevista con el escritor Henry Gilroy, Gilroy declaró que las relaciones entre Flint y Lady Jaye, así como Scarlett y Snake Eyes, evolucionarían a medida que avanza la serie.

### Beyond
Lady Jaye es la única mujer Joe que aparece en la caricatura de video directo "Old Soldiers Never Die", que fue la única aparición de caricatura del Sgt. Savage and his Screaming Eagles (que también fue producido por Sunbow Productions, la misma compañía que produjo la caricatura original de Real American Hero). Lady Jaye, junto con Doc y Hawk formaron parte del equipo que rescató al Sargent Savage del almacenamiento criogénico. Estos tres Joes (así como el Comandante Cobra) aparecieron en esta caricatura como una forma de salvar el cambio de la línea de juguetes Real American Hero a la línea Sgt. Savage.
En esta encarnación, el cabello de Lady Jaye es rubio y aproximadamente hasta los hombros. Ella fue expresada por Kathleen Barr.

## Novelas
Lady Jaye es un personaje secundario en las novelas Find Your Fate Operation: Dragon Fire y The Everglades Swamp Terror por Ballantine Books.

## Acción en vivo

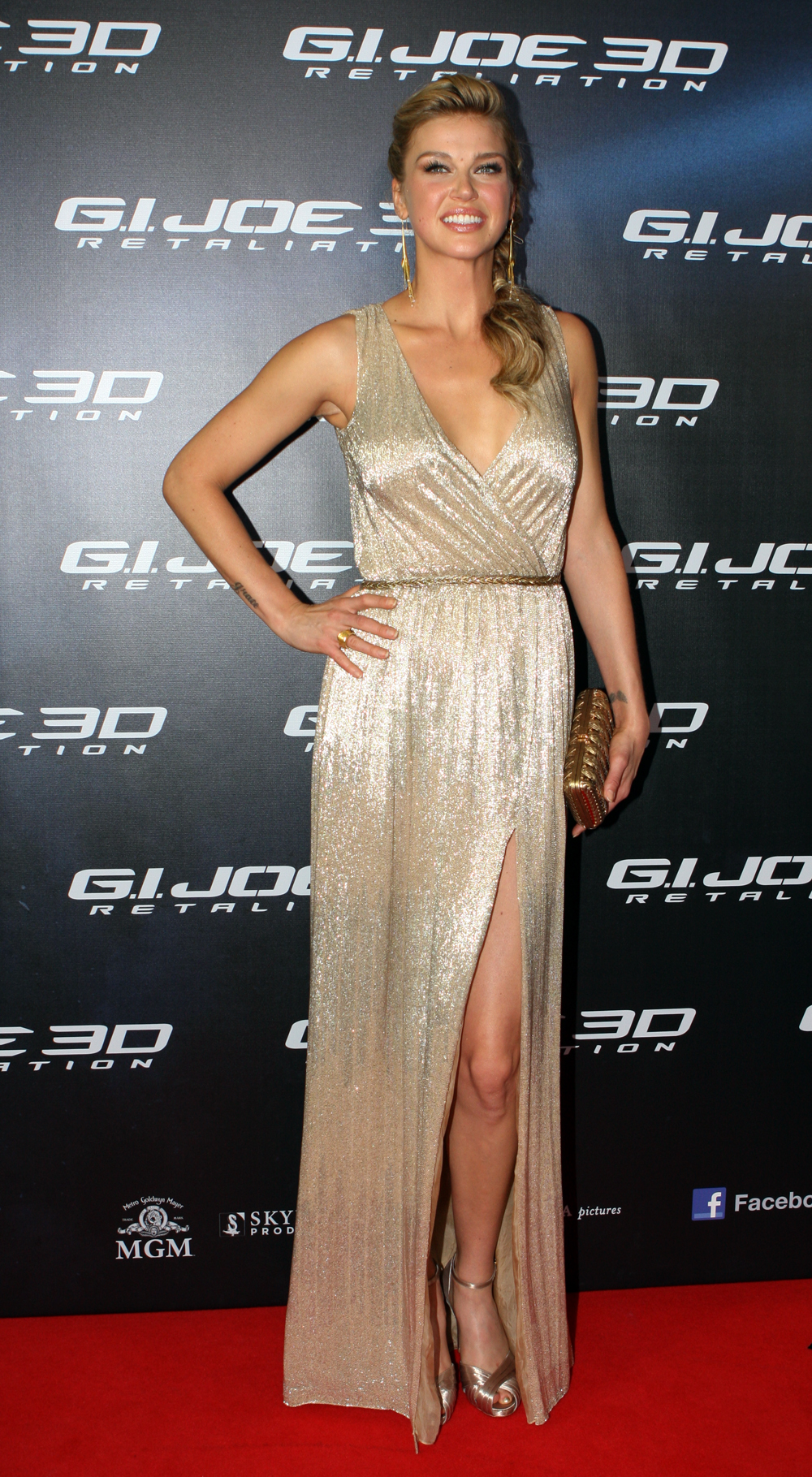
Adrianne Palicki en el estreno de G.I. Joe: Retalation

Adrianne Palicki interpreta a Lady Jaye en G.I. Joe: Retaliation, la secuela de G.I. Joe: The Rise of Cobra. Palicki describió a su personaje como una "chica dura", y agregó: "Tiene un poco de astillas en el hombro. Es como la única chica entre todos estos tipos, así que tiene que defenderse". Esta versión del personaje está en el Cuerpo de Marines, a diferencia de las versiones anteriores en el Ejército de los EE. UU.. El padre de Jaye estaba disgustado por tener una hija en lugar de un hijo para continuar con la tradición militar de tres generaciones de su familia. Él murió antes de que ella pudiera ascender lo suficientemente alto como para superarlo, dejándola amargada por no haber obtenido su reconocimiento final.
En la película, ella, Roadblock y Flint son los únicos sobrevivientes de un ataque militar que mata a la mayor parte del equipo G.I. Joe. Los Joes regresan a los Estados Unidos y establecen una base en un antiguo centro comunitario. Después de que el presidente de los Estados Unidos anuncia que Cobra reemplazará a G.I. Joe como el principal equipo de fuerzas especiales de los EE. UU., Lady Jaye deduce que alguien se está haciendo pasar por el presidente. Haciéndose pasar por Amy Vandervoort de Fox News, se infiltra en una cena organizada por el presidente y baila con él, obteniendo una muestra de su cabello en el proceso. A través de su ADN, los Joes confirman que Zartan se hace pasar por el presidente. Lady Jaye se une al General Joseph Colton para rescatar al verdadero presidente y luego es ascendida a capitana en una ceremonia en la Casa Blanca en honor a los Joes caídos.
El 25 de febrero de 2021, se anunció que Lady Jaye protagonizará su propia serie de televisión que se estrenará en Amazon Prime Video.